# Benjamin Pinto
Benjamin Pinto (Amsterdam, 19 december 1980) is een Nederlands profvoetballer.
Voordat hij naar FC Den Bosch ging, speelde hij vier seizoenen bij Stormvogels Telstar. Bij FC Den Bosch werkte Pinto zich vlug omhoog tot publiekslieveling. Waarom er geen overeenstemming werd bereikt over het contract tussen beide partijen, was voor de supporters daarom een raadsel. Pinto vertrok naar de Amsterdamse zondaghoofdklasser AFC en speelt daar sinds 2008.
In 2010 werd hij kampioen van de zondag Hoofdklasse A en promoveerde met AFC naar de topklasse.

## Clubstatistieken
| Seizoen | Club                | Duels | Dlp. | Competitie           |
| ------- | ------------------- | ----- | ---- | -------------------- |
| 2002/03 | Stormvogels Telstar | 18    | 0    | Eerste divisie       |
| 2003/04 | Stormvogels Telstar | 29    | 0    | Eerste divisie       |
| 2004/05 | Stormvogels Telstar | 35    | 3    | Eerste divisie       |
| 2005/06 | Stormvogels Telstar | 36    | 1    | Eerste divisie       |
| 2006/07 | FC Den Bosch        | 36    | 1    | Eerste divisie       |
| 2007/08 | FC Den Bosch        | 32    | 0    | Eerste divisie       |
| 2008/09 | AFC Amsterdam       | ?     | 0    | Zondag Hoofdklasse A |
| 2009/10 | AFC Amsterdam       | ?     | 0    | Zondag Hoofdklasse A |
| Totaal  |                     | 180   | 4    |                      |